# Torrlösa distrikt
Torrlösa distrikt är ett distrikt i Svalövs kommun och Skåne län. 
Distriktet ligger öster om Svalöv. 

## Tidigare administrativ tillhörighet
Distriktet inrättades 2016 och utgörs av socknen Torrlösa i Svalövs kommun.
Området motsvarar den omfattning Torrlösa församling hade vid årsskiftet 1999/2000.